# Повстання Південного Ємену
Повстання Південного Ємену термін що використовує Уряд Ємену для опису протестів та атак на Збройні сили в південному Ємені, що продовжуються з  27 квітня 2009, в Південному Ємені. Хоча в насильстві звинувачують Південну перехідну раду, лідери групи стверджують що хотіли б домогтися цілі мирним шляхом і стверджують що сутички відбуваються через громадян у відповідь на провокаційні дії уряду. Повстання йде на тлі Шиїтського заколоту на півночі країни під керівництвом хуситів. Південні лідери провели коротку, невдалу громадянську війну за об'єднання. Багато з них зараз беруть участь в конфлікті. Південні сепаратистські повстанці активно воюють переважно в районах колишнього Південного Ємену, та в Ед-Даля.

## Передумови
В 1990, Північний та Південний Ємен Об'єдналися в одну країну, але в 1994, Південні єменські підрозділи підняли повстання проти того, як вони вважали корумпованого державного правління диктатора Північного Ємену Алі Абдалла Салеха. Повстання було придушене коли Салех прийня Салафізм та Джихадські сили повстали проти південних сил Єменської соціалістичної партії.[джерело?] Після 15 років в  2009, видатний південний ісламістський лідер Тарик аль-Фадхлі, який боровся проти Моджахедів в Радянсько-Афганській війні, вийшов з союзу з президентом Салехом, та приєднався до сепаратистів Південного руху. Це надало нову силу руху, в якому аль-Фадлі став видатним діячем. Цього ж місяця, 28 квітня, розпочалося повстання на Півдні, масовими демонстраціями в більшості великих міст.

## Повстанці
Політичний рух з так званими "повстанцями" - група, яка називається Південний рух. На чолі із колишніми лідерами Південного Ємену та опозиційними діячами, які закликають до мирних протестів. Однак протести  часто перетворювалися на бунти, деякі - з озброєними бійцями. Повстання з часом були пов'язані з боротьбою уряду Ємену з ісламістськими групами, включаючи колишніх воєначальників і південно-єменських племен. Південний Ємен є домівкою для кількох джихадських рухів,  Аль-Каїда, найбільша група називається Аден-Абяньська ісламська армія. Насир аль-Вухайші лідер Аль-Каїди на Аравійському півострові висловив підтримку Південному єменському сепаратистському руху. Проте лідери Південного руху заперечували будь-які зв'язки з Аль-Каїдою. Багато хто вважає, що уряд Салеха використовує "Аль-Каїду" як засіб для виграшу міжнародної підтримки проти повстань на Півночі та Півдні. Як відповідь на такі звинувачення, Тарик аль-Фадхлі - один з лідерів південного руху - розмістив відео на YouTube піднімаючи американський прапор з гімном, намагаючись відкрито дистанціюватися від "Аль-Каїди".
В русі є багато лідерів, включаючи Фаді Хасан Ахмед Баум який очолює Верховну Раду Південного руху. Якого заарештували та згодом звільнили владою Ємену. Тим часом, Тахір Тама переходить до фракції бойовиків.

## Перебіг подій

### Повстання 2009-2010
- 28 квітня 2009, 14 людей поранено 1 солдат вбитий під час атаки сепаратистів на КПП поблизу Ель-Мукалла, це був 7 солдат який загинув під час насилля в Південному Ємену.[16]
- 3 травня, 1 людина загинула ще 4 поранено під час вибуху бомби сепаратистів[17]
- 4 травня 2009, озброєнні протестанти Південного Ємену, захопили військову базу на півдні вбивши 1 солдата[18]
- 8 червня 2009, 2 повстанців вбито ще 4 були поранені під час акцій протесту на Півдні, в результаті чого загинуло 11 солдатів та 11 мирних жителів.[19][20]
- 25 липня 2009, 1 людина вбита, 4 поранено під час сутичок протестантів з поліцією в Ед-Даля.[21]
- 28 липня 2009, 4 єменських солдат вбито під час збройної атаки на південному пункті пропуску єменського кордону.Як заявили прихильники Тарек аль-Фадхлі, ісламістський лідер, який закликав до протестів у відповідь на загибель 16 людей на сепаратистському мітингу, були відповідальні за цю атаку[21]
- 25 жовтня 2009, бойовик що збив машиною солдата в Саада, в засідці вбив 2 солдат ще 3 поранив.[22]
- 1 листопада 2009, озброєні повстанці атакують штаб корпусу безпеки  в Аб'ян, вбили 1 солдата та викрали Заступника губернатора Аб'яна, Адель Хамуд аль-Сабрі.[23]
- 25 листопада 2009, сутички між єменським корпусом безпеки та демонстрантами 5 людей заарештовано, 2 солдат вбито ще 10 поранених.[24]
- 10 січня 2010 В Північному Ємені Проходить масштабний страйк та протести проти їх гноблення режимом президента Алі Абдулли Салеха.[25]
- 24 січня 2010, в північній провінції Шабва, в Ємені, три члена єменського корпусу безпеки вбито після атаки на КПП.[26]
- 25 січня 2010, під час масових заворушень, 1 поліцейський вбитий ще 11 полісменів та 3 школярів було поранено.[27]
- 27 січня 2010, сепаратисти вбили поліцейського в Ель-Гайда.[28]
- 1 – 24 лютого, арештовано 130 сепаратистів в Південному Ємені.[29]
- 2 лютого, невідомий стрілок вбив єменського опозиціонера члена Єменської соціалістичної партії Саїд Ахмед Абдулла бен Дауд в місті Айбан.[30]
- 13 лютого 2010, повстанці в Аль-Ховат, провінції Лахдж  вбили 1 людину ще 7 поранено. Згідно з заяви директора безпеки в місті Ховат Алі Аммара: "Сепаратисти заблокували дороги, відкривши вогонь та кинули гранату в патруль, вбивши мирного жителя та поранивши інших."[31]
- 17 лютого 2010, Тарек аль-Фадхлі оголосив, що починаючи з 20 лютого, наступний етап повстання Південного Ємену розпочнеться з масових акцій протесту та громадянської непокори.[32] Чоловік, який загинув, був протестувальником, а ще 5 протестуючих були заарештовані. Проте в окремих зіткненнях озброєні сепаратисти забили солдата і поранили трьох в провінції Шабва[33]
- 20 лютого 2010, сепаратисти вбивають директора кримінальних розслідувань, один з його охоронців сховався в конвої, троє людей поранено. Відбулися окремі зіткнення між силами безпеки та збройними силами сепаратистів в аль-Далея.[34]
- 22 лютого 2010, Фаріс аль-Дхама, південно єменський активіст, арештований та вбитий Єменським урядом.[35]
- 23 лютого 2010, вбитий солдат озброєними сепаратистами в Ед-Даля[36]
- 26 лютого 2010, вбито солдата під час засідки в провінції Аб'ян.[37]
- 27 лютого 2010,Єменський уряд оголошує надзвичайний стан на півдні Ємену. Це рішення слідує за зростанням нападів на солдат[38]
- 1 березня 2010, Південно єменський активіст, звинувачений у зв'язках з "Аль-Каїдою", його дружина, діти та двоє полісменів вбито під час збройного нападу на його будинок. Ще один полісмен поранений.[39] Вдруге понад 19 людей загинули під час вибуху в місті Таїз.[40]
- 11 березня 2010, двоє повстанців вбито ще 10 поранено під час сутички з поліцією. 6 полісменів поранено.[41]
- 1 квітня 2010, під час спору між ув'язненим сепаратистом та охоронцем перший підірвав вибухівку викравши близько сорока ув'язнених в Далех. четверо поранених.[42]
- 15 квітня 2010, Двоє бойовиків було поранено під час бунту після демонстрації в місті Далех.[43]
- 4 червня 2010,  Єменський полковник та ще двоє охоронців було вбито під час нападу.[44]
- 20 червня 2010, двоє офіцерів вбито під час засідки в місті Далі.[45]
- 23 червня 2010, троє солдат вбито під час бою в місті Далех.[46]
- 24 червня 2010, троє солдат та один громадянин були вбиті, ще восьмеро поранено під час сутичок в провінції Далех.[47]
- 25 червня 2010, один південний сепаратист вбитий корпусом безпеки в Аден після спалаху пожежі під час анти-урядових протестів.[48]
- 7 липня 2010, двоє демонстрантів вбито ще четверо поранено під час спроби розгону анти урядових протестів в місті Аден.[49]
- 27 липня 2010, сепаратисти влаштували засідку патрулю в Лахдж, вбивши 4 солдат та поранивши ще 9.[47]
- 5 вересня 2010, Двоє людей вбито ще семеро поранено в неділю під час сутичок між силами безпеки та повстанцями в провінції Лахдж на півночі Ємену.[50]
- 17 грудня 2010, в сутичці вбито четверо єменських солдат та офіцер після того як солдат вистрелив в члена Південного руху, Аббаса Танбай, в Хабілайна, провінції Лахдж. Згодом повідомлялось про ще 8 поранених серед них 5 солдатs, двох повстанців, та громадянина.[47]
- 8 січня 2011, Повстанці південного руху атакували КПП в  Аль-Малах, провінції Лахдж. В результаті атаки було вбито два солдата, ще один був поранений.[51]
- 10 січня 2011, clashes in Lahij governorate killed at last two soldiers.[52]
- 12 січня 2011, сутички між південними сепаратистами та солдатами в провінції Лахдж, 4 солдат вбито ще 10 поранено.[53]
- 13 січня 2011, південний рух аідтримав демонстрантів в Ель-Мукалла, провінція Хадрамаут вимагаючи випустити затриманих повстанців. Один повстанець вбитий, двоє інших поранено.[54]
- 16 січня 2011, одна жінка загинула та ще семеро громадян поранено під час сутичок в Хабілайна провінції Лахдж. Армія повідомила, що четверо солдатів були поранені під час зіткнень.[47]

### Революція в Ємені (2011)
- 24 лютого 2011, принаймні одна людина загинула під час протестів Південного руху в місті Лодер, провінції Аб'ян.[55]
- 28 березня 2011, В Шабва Південний рух напав і пограбував декілька таборів Центральної безпеки, взявши під контроль  райони Нессаб, Аль-Саад, Хабан та Маева.[56]
- 4 квітня 2011, південні сепаратисти штурмують військові контрольні пункти в південній провінції Лахдж. В результаті зіткнень один солдат вбитий та 5 поранених.[57]
- 20 квітня 2011, бойовики напали на загін сил безпеки в знак протесту в місті Хормаксар  провінції Аден, вбивши одного солдата та ще четверо поранив. Деякі свідки повідомляють, що бойовики були пов'язані з Південним рухом.[47]
- 10 червня 2011, повстанці Південного руху напали на військову контрольно-пропускну точку біля міста Аль-Хабілін, провінція Лахдж. п'ятеро солдат та три повстанці вбито.[58]
- 16 червня 2011, Бойовик пов'язаний з Південним рухом відкрив вогонь та вбив двох єменських солдат в провінції Лахдж.[59]
- 24 червня 2011, принаймні трьох солдат та пішоходів було вбито під час атаки повстанців Південного Ємену в районі міста Аден,Аль-Мансура.[47]
- 24 червня 2011,  Знаменитий сепаратистський лідер Джеаб аль Сааді був убитий, коли сили безпеки відкрили вогонь на похоронній процесії в Адені.[60]

Ситуація на березень 2012, показуючи територію, де є присутність опору Південного Ємену

- 1 липня 2011, озброєний повстанець з південного руху був убитий під час нападу на позицію армії в Адені. Ще шість інших, у тому числі троє солдат, отримали травми в результаті зіткнення.[61]
- 9 липня 2011, Південний рух обвинувачений в засідці спрямовану проти патруля безпеки, вбивши офіцера армії та два патруля. Двоє мирних громадян поранено під час нападу.[62]
- 23 серпня 2011, збройні племена, підтримані Південним рухом, захопили в'язницю в Лахеджі. Урядові сили не змогли протистояти запеклому вогню та здалися. Більше 20 в'язнів були звільнені.[63]

### Після революції (2012)
Південний рух, як і Хусити відмовився співпрацювати з GCC розірвавши угоди з GPC та Аль-Ісла. Розпочались бойкоти проти президентських виборів які відбудуться 21 лютого 2012 року та Абд Раббо Мансур Гаді як єдиного кандидата.

### 2014
- 17 січня, В сутичках між Єменськими правоохоронцями та озброєними сепаратистами вбито четверо людей на півдні Ємену, двоє з них солдати. Бої розпочались коли повстанці захопили патрульну автівку вбивши кількох солдат та поранивши чотирьох,за словами військової прес-служби American Free Press.[65]
- 30 січня, двоє солдат і четверо людей вбито під час сутичок з сепаратистами в місті Далех, північний Ємен. Активісти південного руху  обстріляли військове авто, вбивши двох солдат. Також було вбито двох нападників та ще 7 поранених.

Активісти з Південного руху підтвердили інформацію про зіткнення, стверджуючи що нападники належали до цього руху.
- 5 лютого, невідомі стрільці вбили чотирьох солдат відкривши вогонь по патрульній машині на півночі провінції Шабва. Вони відкрили вогонь коли авто під'їжджало до пункту пропуску в порту біля Балхаф.[66]
- 7 лютого, 4 солдата вбито та чимало поранених унаслідок нападу племінних військ Ємену на військовий рем.конвой коли той направлявся на ремонт нафтопроводу після того як перші його підірвали в південній провінції Хадрамаут.[67]
- 18 лютого, Єменський міністр оборони повідомив про дев'ятьох вбитих людей під час сутички між озброєними сепаратистами та армією Ємену біля південного міста Далея. Серед них чотири рядових солдати та один офіцер. Ще 14 вояків було викрадено.[68]
- 9 березня, Щонайменше  два єменські солдата та четверо повстанців було в бито під час сутички суботу коли повстанці провели напад на військові з'єднання на півдні Ємену.[69]
- 7 серпня, військові та місцеві джерела повідомили про  11 повстанців та четверо солдат вбитих під час атаки на два армійські поста в південносхідній провінції Хадрамаут.[70]

### 2017
Наприкінці квітня 2017, Губернатор Аден Айдарс аль-Зубаді був звільнений президентом Абд Раббо Мансур Гаді, через не лояльність до нього та підтримку Південного руху. 3 травня, пройшли масові мітинги в Адені, проти рішення Хаді. Через неділю, була сформована Південна Перехідна Рада , і деякі з її членів були губернаторами провінцій: Ед-Даля, Шабва, Хадрамаут, Лахдж, Сокотра, та Ель-Махра. Вона також має частковий контроль в Аб'ян та Аден. Днем пізніше Хаді засудив створення ради та назвав її нелегитимною.

### 2018
- 28 січня – Початок битви при Адені між Єменським урядом та Південною перехідною радою (STC)
- 30 January – STC захопила Адену[2][3][75][76][77][78][79][80]